# Вайт-Дір (Техас)
Вайт-Дір (англ. White Deer) — місто (англ. town) в США, в окрузі Карсон штату Техас. Населення — 918 осіб (2020).

## Географія
Вайт-Дір розташований за координатами 35°26′0″ пн. ш. 101°10′33″ зх. д. / 35.43333° пн. ш. 101.17583° зх. д. (35.433397, -101.175846).  За даними Бюро перепису населення США в 2010 році місто мало площу 4,51 км², з яких 4,51 км² — суходіл та 0,00 км² — водойми.

## Демографія
Згідно з переписом 2010 року, у місті мешкало 1000 осіб у 406 домогосподарствах у складі 296 родин. Густота населення становила 222 особи/км².  Було 459 помешкань (102/км²).
Расовий склад населення:
| - 95,2 % — білих - 1,6 % — корінних американців - 0,1 % — чорних або афроамериканців - 0,1 % — азіатів |

До двох чи більше рас належало 2,1 %. Частка іспаномовних становила 6,6 % від усіх жителів.
За віковим діапазоном населення розподілялося таким чином: 25,9 % — особи молодші 18 років, 56,8 % — особи у віці 18—64 років, 17,3 % — особи у віці 65 років та старші. Медіана віку мешканця становила 41,5 року. На 100 осіб жіночої статі у місті припадало 96,5 чоловіків;  на 100 жінок у віці від 18 років та старших — 92,0 чоловіків також старших 18 років.
Середній дохід на одне домашнє господарство  становив 78 413 долари США (медіана — 66 250), а середній дохід на одну сім'ю — 88 475 доларів (медіана — 81 094). Медіана доходів становила 53 438 доларів для чоловіків та 39 306 доларів для жінок. За межею бідності перебувало 2,9 % осіб, у тому числі 0,0 % дітей у віці до 18 років та 1,8 % осіб у віці 65 років та старших.
Цивільне працевлаштоване населення становило 466 осіб. Основні галузі зайнятості: освіта, охорона здоров'я та соціальна допомога — 26,4 %, будівництво — 12,0 %, виробництво — 11,4 %.